# Pittore di Cefalù

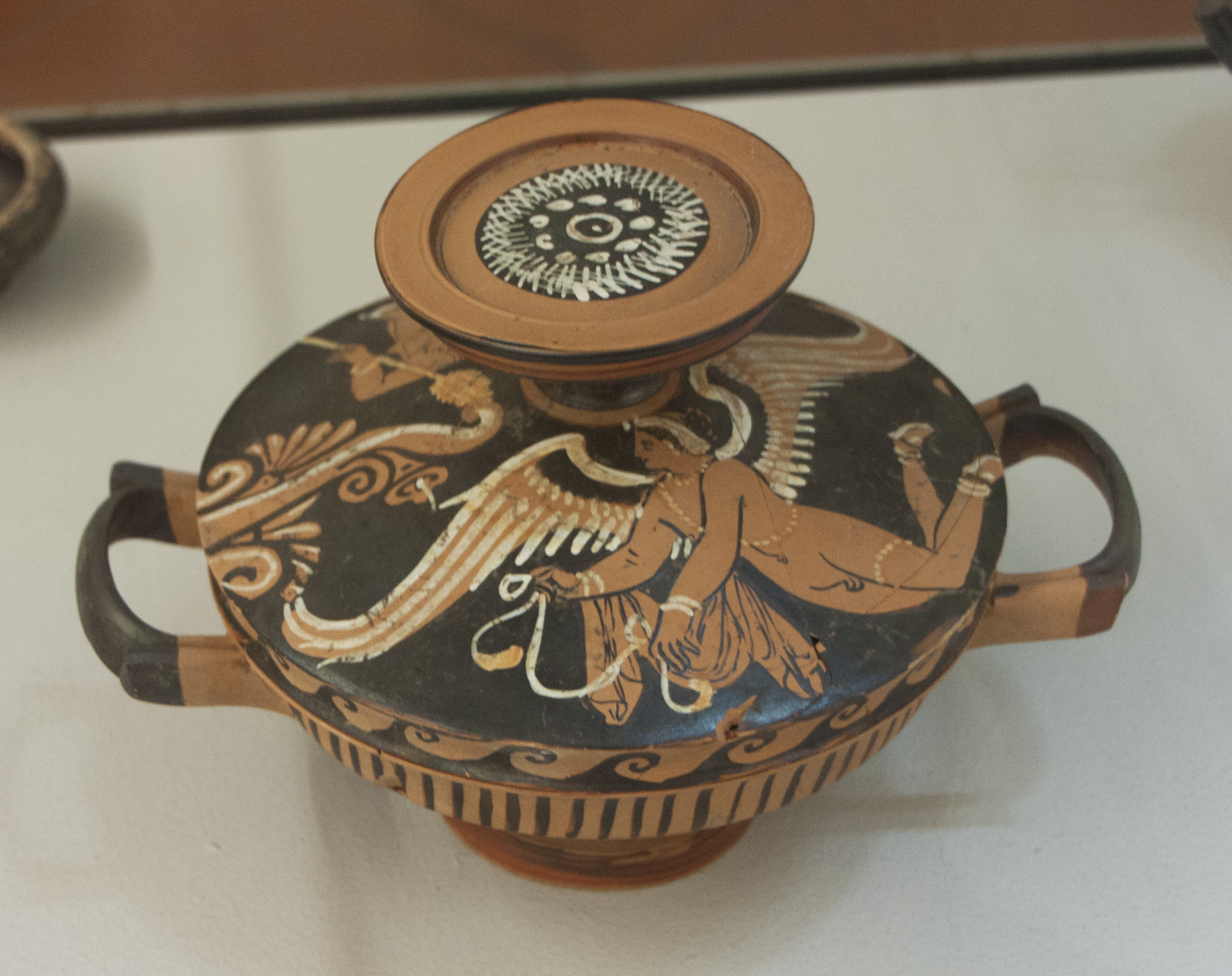

Pittore di Cefalù (fl. IV secolo a.C.) è il nome convenzionale attribuito a un ceramografo siceliota attivo negli ultimi due decenni del IV sec a.C..

## Attività
Il nome proviene da una lekane trovata a Lipari e conservata presso il Museo Mandralisca di Cefalù. Tuttavia si conoscono altre opere, tutte provenienti da Lipari, per cui è da supporre che egli fosse in attività in questa località producendo prevalentemente piccoli vasi e lekanai. 
Alcuni vasi somigliano nello stile a quelli del Pittore NYN, facendo supporre una contemporaneità tra i due artisti. Il suo stile è anche associato a quello dello stile di Gnathia maturo. Secondo Arthur Dale Trendall il suo stile artisticamente elevato ricorda quelli del Gruppo Etneo, tanto da includerlo nel gruppo. Queste influenze stilistiche fanno ipotizzare un suo periodo formativo in località diverse e che poi si sia stabilito a Lipari. Le sue opere mostrano spesso Apollo e Artemide, Nereidi e altre figure femminili o semplici teste.

## Galleria d'immagini

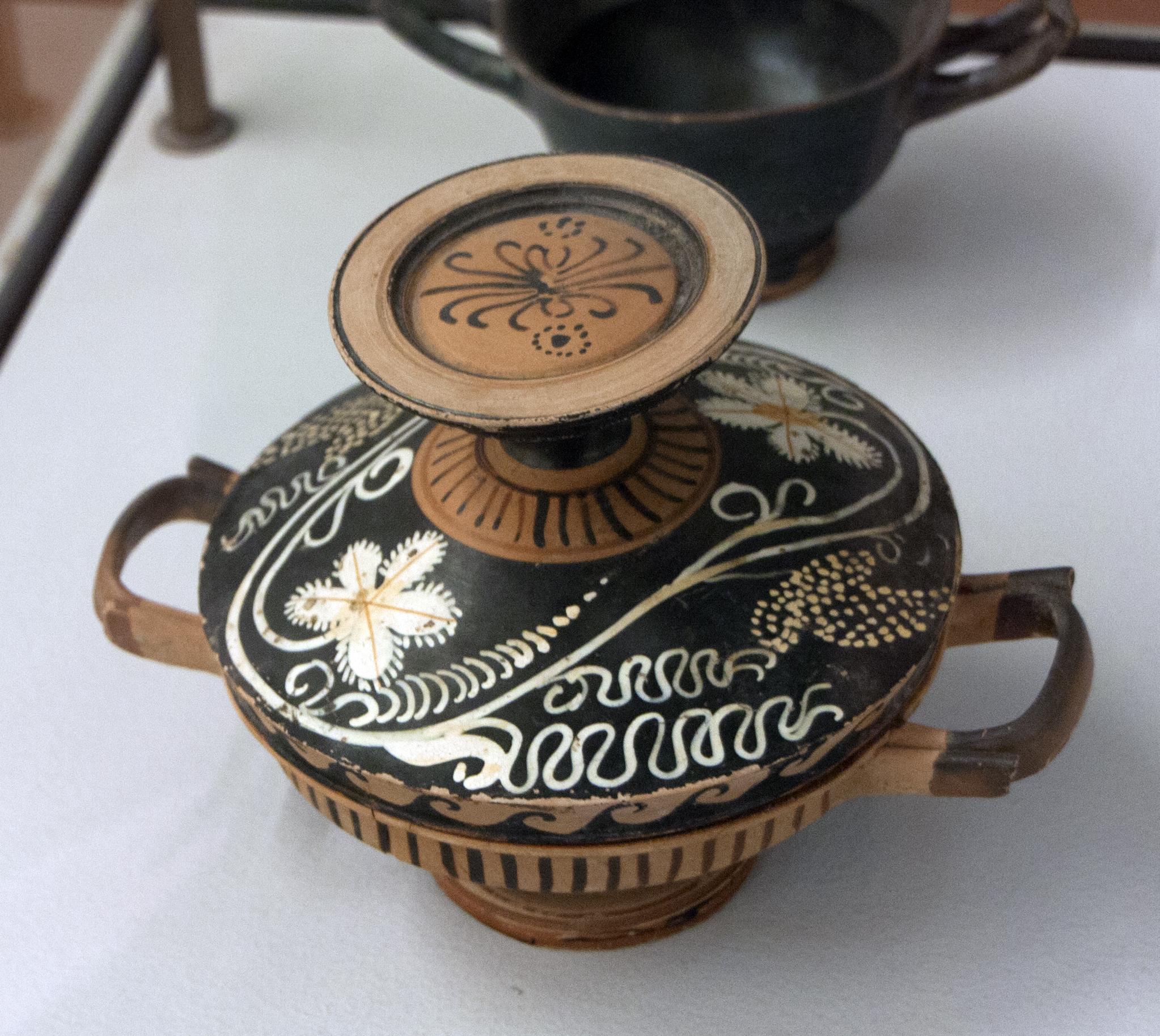
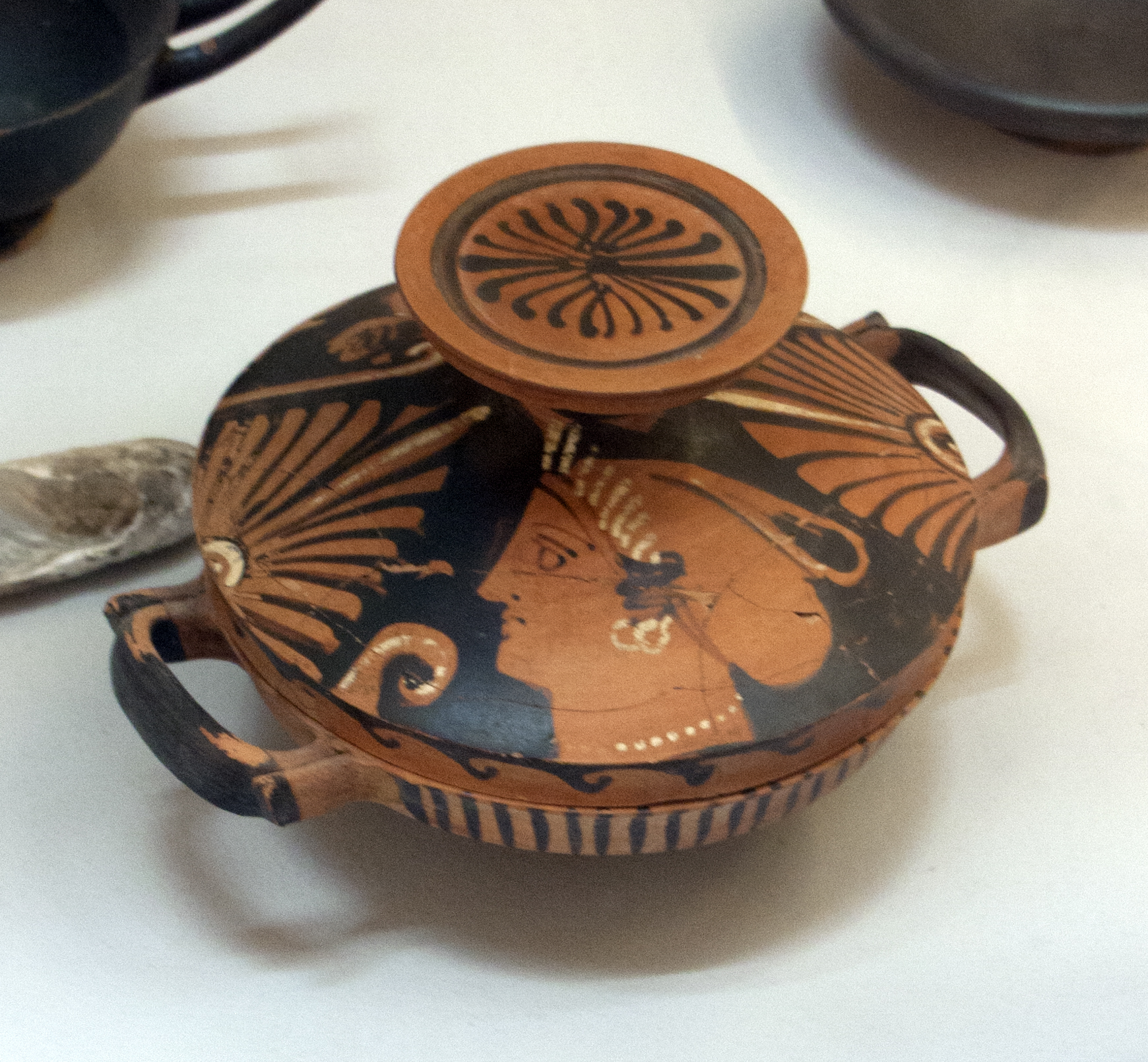
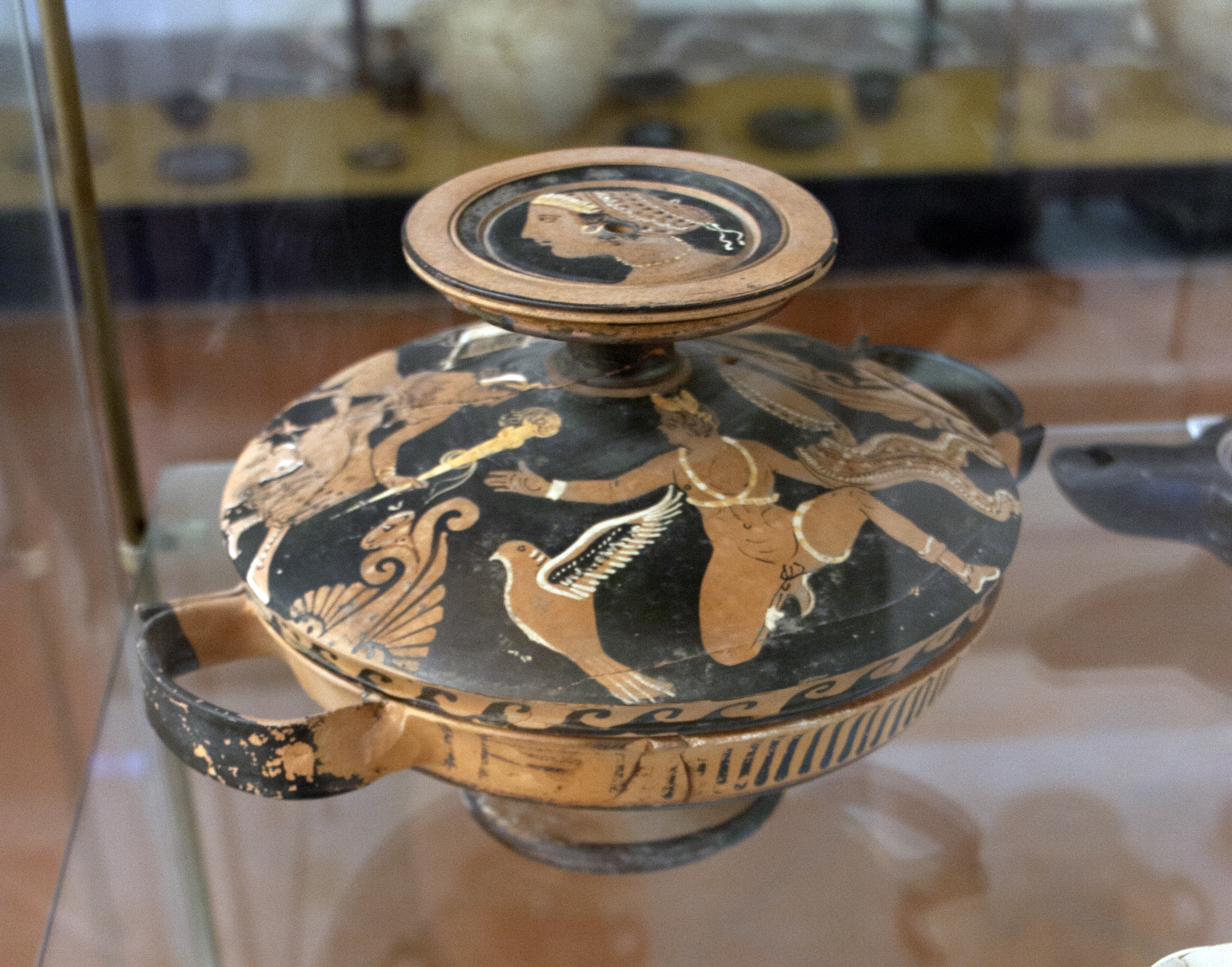
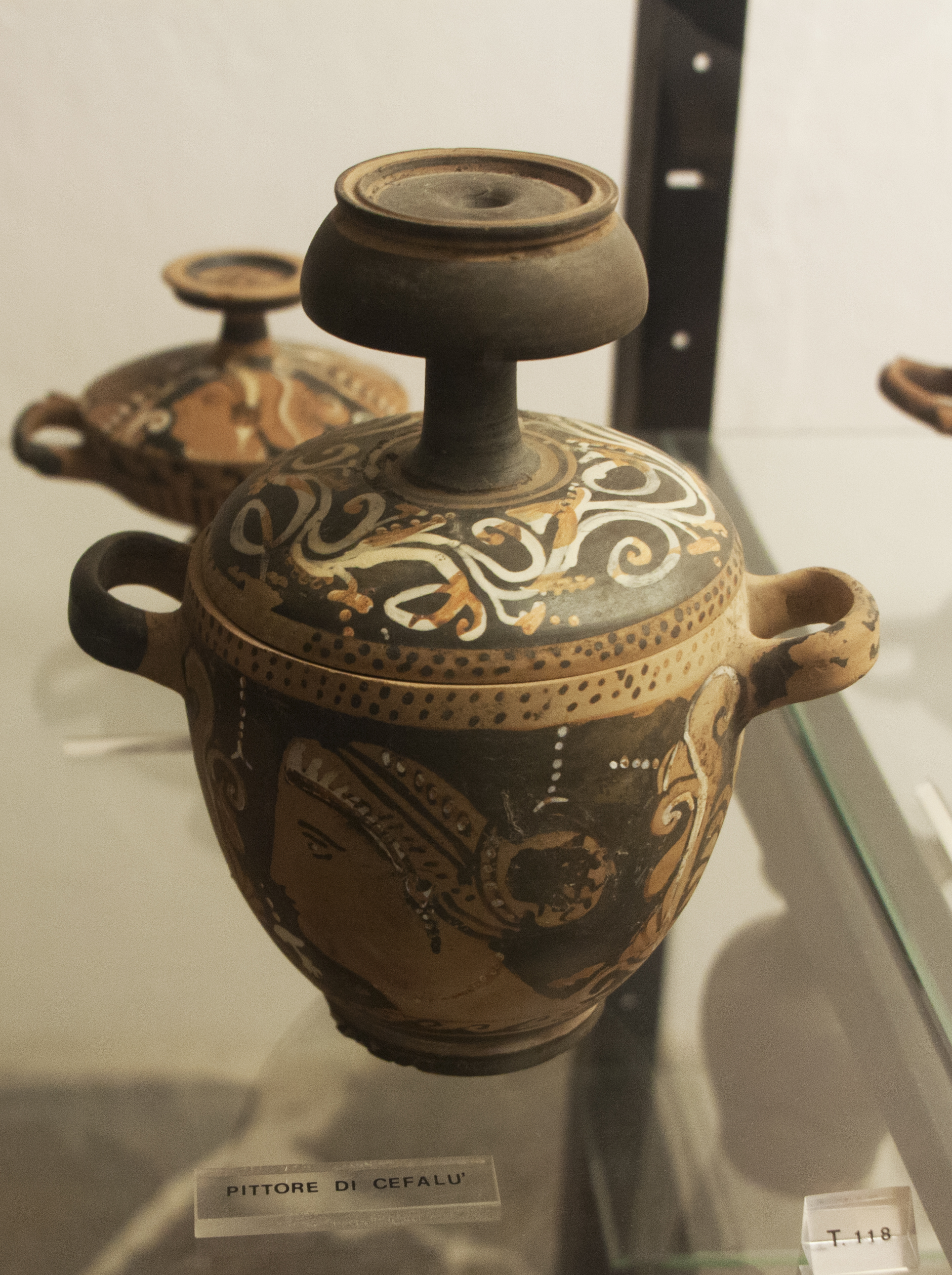